# Moritz (Sachsen-Lauenburg)
Moritz von Sachsen-Lauenburg (* 1551; † 2. November 1612 in Buxtehude) war ein Herzog von Sachsen-Lauenburg.

## Leben
Moritz war der vierte überlebende Sohn des Herzogs Franz I. von Sachsen-Lauenburg (1510–1581) aus dessen Ehe mit Sibylle (1515–1592), Tochter des Herzogs Heinrich von Sachsen. Moritz folgte seinem Vater in gemeinschaftlicher Regierung mit seinen beiden älteren Brüdern Franz II. und Magnus II. in Sachsen-Lauenburg. Nach der Inhaftierung seines Bruders Magnus 1588 regierte er mit Franz allein. Der Familie der Lauenburger galt als zerstritten und hoch verschuldet, der Hof als liederlich.
Moritz heiratete am 25. November 1581 Katharina von Spörcken zu Dahlenburg, eine Dienerin der Frau seines Bruders. Sein Bruder Franz schrieb über diese Mesalliance, dass sie “das ganze Haus Sachsen hoch beschmutzet” habe. Moritz, der von seinem Bruder beständig mehr Geld sowie das Land Hadeln und die Klöster Klempow und Osterhof forderte, wandte sich bald seiner Geliebten Gisela „Gysel“ Sachsen zu, die einer unehelichen Verbindung seines Urgroßvaters Johann stammte. Er verstieß seine Ehefrau Katharina schließlich nach kaum einem Jahr Ehe, nachdem Gisela diese öffentlich als des Herzogs Hure bezeichnete und Gassenjungen dazu anhielt, Katharina mit Kot zu bewerfen. Bereits im Escheburger Vertrag vom 31. Mai 1582 hatte Herzog Moritz erklärt, dass er die Ehe mit Katharina bereue und er sich von ihr lossagen möchte. Dies machte seinen Bruder Franz ihm gewogen, der ihm dann außer der im Dresdner Vergleich zugesagten jährlichen Apanage einen Ansitz in Büchen sowie ein weiteres Deputat in Naturalien zubilligte.
Moritz’ Mutter Sibylle und Herzog Julius von Braunschweig-Wolfenbüttel beschworen ihn hingegen, wieder zu seiner Frau zurückzukehren. Herzogin Sibylle initiierte gegen Gysel Sachsen und deren Ehemann Adam Tschammer einen Hexenprozess wegen Kuppelei und der Anwendung von Zaubermitteln bei der Trennung von Moritz’ Ehe. Moritz zog sich darauf vom Lauenburger Hof zurück und trat in niederländische Kriegsdienste. Ihm wurden die Hadelner Einkünfte zugebilligt. Moritz starb, unversöhnt mit seinem Bruder, unter Hinterlassung enormer Schulden bei seiner Geliebten Gisela Tschammer in Buxtehude. Sie hatte ihm mit Moritz und dem späteren Komponisten Julius Ernst Rautenstein zwei außereheliche Söhne geboren.

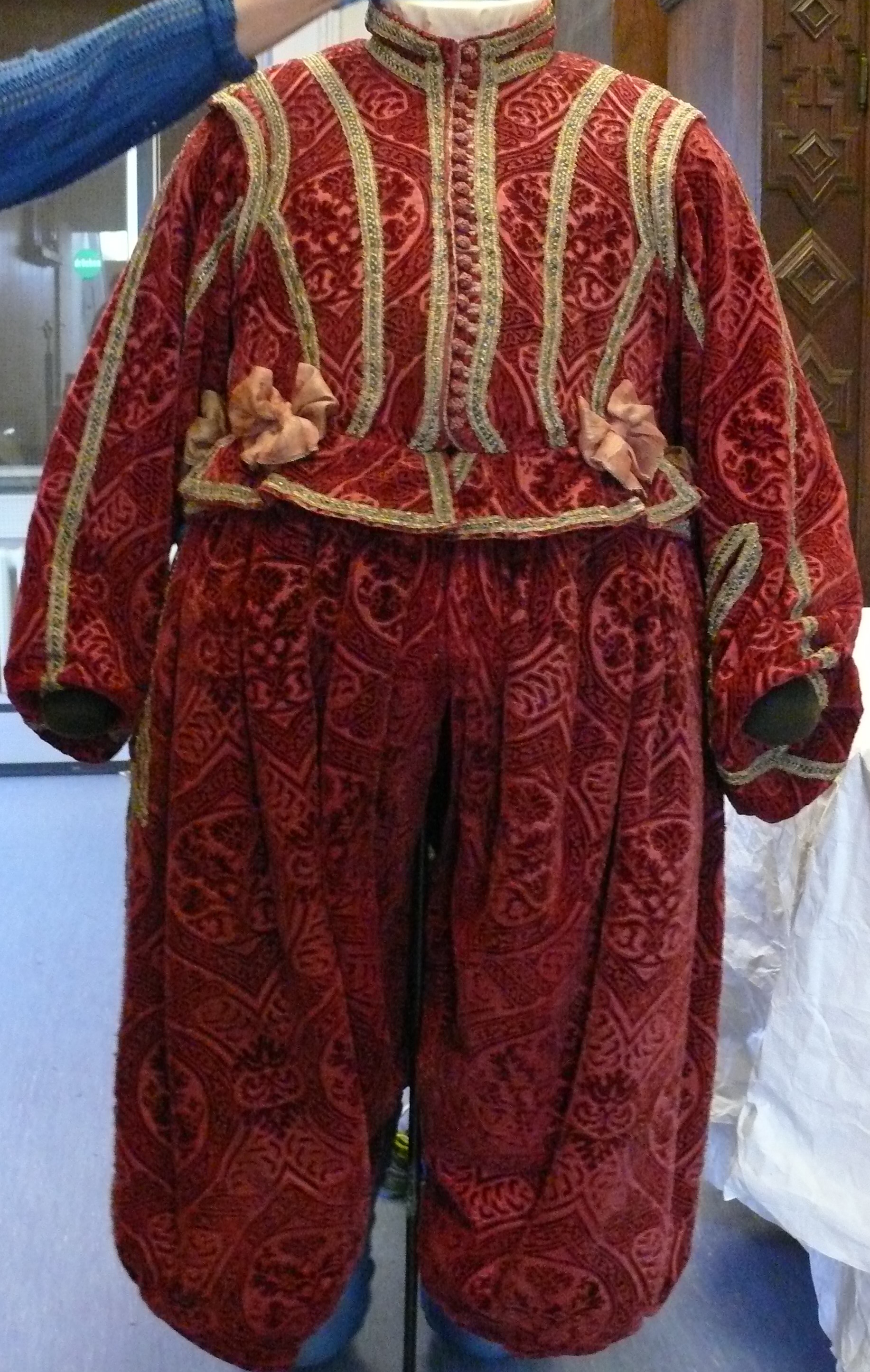
Rotes Samtkostüm aus dem Nachlass von Moritz von Sachsen-Lauenburg

## Nachlass
Um die Nachlassverbindlichkeiten von fast 10.000 Reichstaler bemühten sich 28 Gläubiger. Die Stadt Buxtehude konfiszierte seine Hinterlassenschaften und stellte ein Inventarverzeichnis auf. Nach jahrelangem Streit zwischen den Gläubigern wurde ein Teil der Hinterlassenschaft im Keller einer Kirche eingelagert. 1860 konnte das in Gründung befindliche Welfenmuseum Hannover einige Objekte „sichern“. 25 davon gehören heute zum Bestand des Historischen Museums und des Museums August Kestner in Hannover, darunter Garderobe des Herzogs wie Schuhe, Hausjacke und Halskrause. Im Historischen Museum werden sie seit 2021 näher untersucht. Die Hochschule Hannover digitalisiert die Textilien im Rahmen eines Forschungsprojektes mit einem 360-Grad-Scanner, um sie auf Dauer zu dokumentieren. Die besondere Bedeutung der historischen Bekleidungsstücke besteht darin, dass sie aus der Zeit vor 1600 stammen, aus der Textilien nur wenig überliefert sind. Auch handelt es sich nicht nur um besser überlieferte repräsentative Festkleidung, sondern auch um Alltagstextilien.